# 高安氏動脈炎
高安氏動脈炎（Takayasu arteritis，TA），又稱多发性大动脉炎、無脈症，是一种累及主动脉及其主要分支以及肺动脉的慢性进行性非特异炎性疾病:841。疾病由日本医生高安右人（Mikito Takayasu）在1908年首次报告，因此得名。
高安氏動脈炎在亚洲地区较多见，多发于年轻女性，男女发病比例约为1：8~9，女性的发病率為百萬分之二，发病高峰在20岁左右，在30岁以前发病约占90％，40岁以后较少发病，而男性并没有准确的发病年龄高峰。由於初期病徵不明顯，病發時多為急性。高安氏動脈炎的病因迄今尚不明确，可能与感染引起的免疫损伤或遗传因素等因素有关。

## 病理生理学
患者因自體免疫因素或遗传因素在主动脉及其主要分支或肺动脉出现动脉壁全层炎。早期血管壁可见大量炎性细胞浸润，以淋巴细胞、浆细胞为主，偶见多形核中性粒细胞及多核巨细胞，后期受累动脉壁广泛纤维化及瘢痕形成。受累血管内膜增厚，导致血管狭窄、闭塞或血栓形成，部分患者因炎症破坏动脉壁中层，弹力纤维及平滑肌纤维坏死，导致动脉扩张、假性动脉瘤或主动脉夹层。

## 临床表现
- 全身症状：少数患者在局部症状或体征出现前可有全身不适、疲劳、发热、食欲不振、恶心等非特异性全身症状。
- 局部症状：呈多样性，按受累血管的不同，出现相应器官缺血的症状与体征。根据血管病变部位，按Lupi-Herrea分类法可分为4种类型：头臂动脉型（主动脉弓综合征），胸-腹主动脉型，广泛型和肺动脉型[9]。

1. 头臂动脉型：主要累及主动脉弓及其分支，引起脑部和上肢出现不同程度的缺血。脑部缺血患者出现头昏、头痛，记忆力减退，单侧或双侧视物有黑点，视力减退，视野缩小甚至失明．咀嚼肌无力和咀嚼疼痛。脑缺血严重者可有反复晕厥、抽搐、失语、偏瘫或昏迷。上肢缺血的患者可出现单侧或双侧上肢无力、发凉、酸痛、麻木甚至肌萎缩。
2. 胸-腹主动脉型：主要累及降主动脉或腹腔动脉，患者由于下肢动脉缺血出现出现下肢无力、酸痛、皮肤发凉和间歇性跛行等症状，如肾动脉狭窄引起的肾血管性高血压，以舒张压升高明显，患者可有头痛、头晕、心悸的症状。降主动脉严重狭窄时，心脏排出的血液大部分流向上肢，引起上肢血压升高，主动脉瓣关闭不全导致收缩期高血压。
3. 广泛型：累及多处血管，属多发性病变，具有头臂动脉型和胸-腹主动脉型的特征。
4. 肺动脉型：约有一半的患者可合并肺动脉受累，单纯肺动脉受累者罕见。可在晚期出现轻度或中度肺动脉高压，出现心悸、气短或心力衰竭。

## 诊断

### 诊断标准
40岁以下女性如有单侧或双侧肢体、脑动脉出现缺血症状，近期突然出现高血压或顽固性高血压，或出现无脉征（颈动脉、桡动脉和肱动脉搏动减弱或消失）及有眼底病变者的症状时，应怀疑本病。目前高安氏動脈炎的诊断标准采用1990年美国风湿病学会提出的分类标准：
1. 发病年龄在40岁以下；
2. 肢体间歇性运动障碍：活动时一个或多个肢体出现逐渐加重的乏力和肌肉不适，以上肢明显；
3. 一侧或双侧肱动脉搏动减弱；
4. 双侧上肢收缩压差大于10mmHg；
5. 一侧或双侧锁骨下动脉或腹主动脉闻及杂音；
6. 血管造影异常：主动脉一级分支或上下肢近端的主动脉狭窄或闭塞，病变常为局灶或节段性，而且不是由动脉硬化、纤维肌发育不良或类似原因引起。

满足上述3条或以上即可诊断为高安氏動脈炎，这个诊断标准的敏感性为90.5%，特异性为97.8%。

### 辅助检查
- 血液检查：目前并没有特异性的血清学指标[11]，一般都是炎症活动的反应。可检测红细胞沉降率（ESR），ESR是反映本病疾病活动的一项重要指标。高安氏動脈炎疾病活动时ESR可增快，病情稳定后ESR恢复正常。C反应蛋白呈阳性，其临床意义与ESR相同，是本病疾病活动的指标之一。少数患者在疾病活动期白细胞增高、血小板增高或慢性轻度贫血。
- 影像学检查
  - 彩色多普勒超声检查：可探查主动脉及其主要分支（颈动脉、锁骨下动脉、肾动脉等）狭窄或闭塞程度，还可测定肢体的动脉压力，是筛查高安氏動脈炎首选的检查，但对远端的分支血管探查比较困难。
  - CT血管造影（CTA）：可直接显示受累血管管腔变化、管径大小、管壁是否光滑、受累血管的范围和长度，是高安氏動脈炎诊断和随访的首选检查[12]。但CTA检查不能观察血管壁厚度的改变。
  - 磁共振成像（MRI）：可显示出受累血管的形态和结构，以及血管壁周围的水肿情况，有助于判断疾病是否活动。
  - 数字减影血管造影（DSA）：可以详细了解血管病变部位、范围及程度，是目前诊断高安氏動脈炎的金标准，但DSA的缺点是对脏器内小动脉如肾内小动脉分支显示不清。

## 治疗

### 药物治疗
高安氏動脈炎约为20％是自限性，这类患者如无并发症可随访观察。对发病早期有上呼吸道、肺部或其他脏器感染因素存在。应有效地控制感染，对防止病情的发展可能有一定意义。常用的药物有糖皮质激素和免疫抑制剂。糖皮质激素是目前高安氏動脈炎活动的主要治疗药物，及时用药可有效改善症状，缓解病情，一般口服泼尼松每日1mg／kg，维持一个月后逐渐减量，通常以ESR和C反应蛋白下降趋于正常为减量的指标，剂量减至每日5-10 mg时，长期维持一段时间。活动性重症者可试用大剂量甲泼尼龙静脉冲击治疗。长期使用应防止骨质疏松的发生。使用免疫抑制剂联合糖皮质激素能增强疗效。常用的免疫抑制剂有环磷酰胺、甲氨蝶呤和硫唑嘌呤等。在免疫抑制剂使用中应检查血常规、尿常规，监测肝功能和肾功能，防止不良反应的发生。
对症支持治疗包括降低血压、扩张血管、改善微循环等。扩张血管及改善微循环药物如阿司匹林、潘生丁使血液黏稠度下降，红细胞聚集减低，凝血时间延长，保护血管，改善动脉功能，有利于高安氏動脈炎的恢复。高度怀疑有结核菌感染者，应同时抗结核治疗。

### 介入治疗
介入治疗为高安氏動脈炎提供了一种微创的疗效可靠的治疗手段。经皮腔内血管成形术目前已应用治疗肾动脉狭窄及腹主动脉、锁骨下动脉狭窄等，获得较好的疗效。

### 手术治疗
手术治疗的目的主要是解决肾血管性高血压及脑缺血。方法包括：动脉内膜剥脱加自体静脉片修补术，血管重建、旁路移植术和自体肾移植和肾血运重建术等。

## 预后
高安氏動脈炎为慢性进行性血管病变，如病情稳定，预后好。预后主要取决于高血压的程度及脑供血情况，如早期及时使用糖皮质激素联合免疫抑制剂积极治疗可以改善预后。高安氏動脈炎主要的死亡原因为脑出血、肾功能衰竭。

## 外部連結
- 香港復康會系統性血管炎互助小組facebook專頁